# Reihenkultur

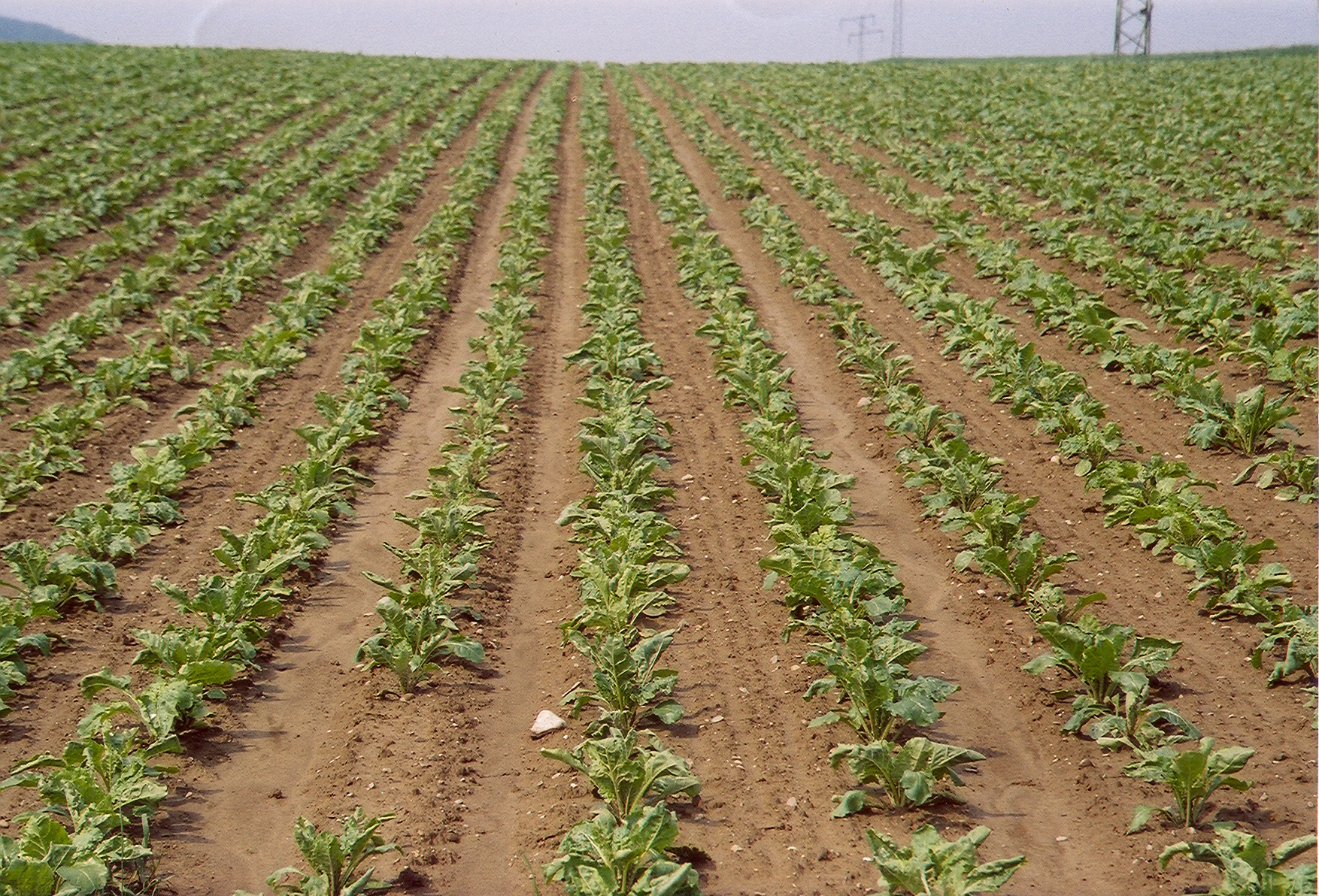
Zuckerrübenfeld etwa drei Wochen vor Reihenschluss als Beispiel für eine Reihenkultur

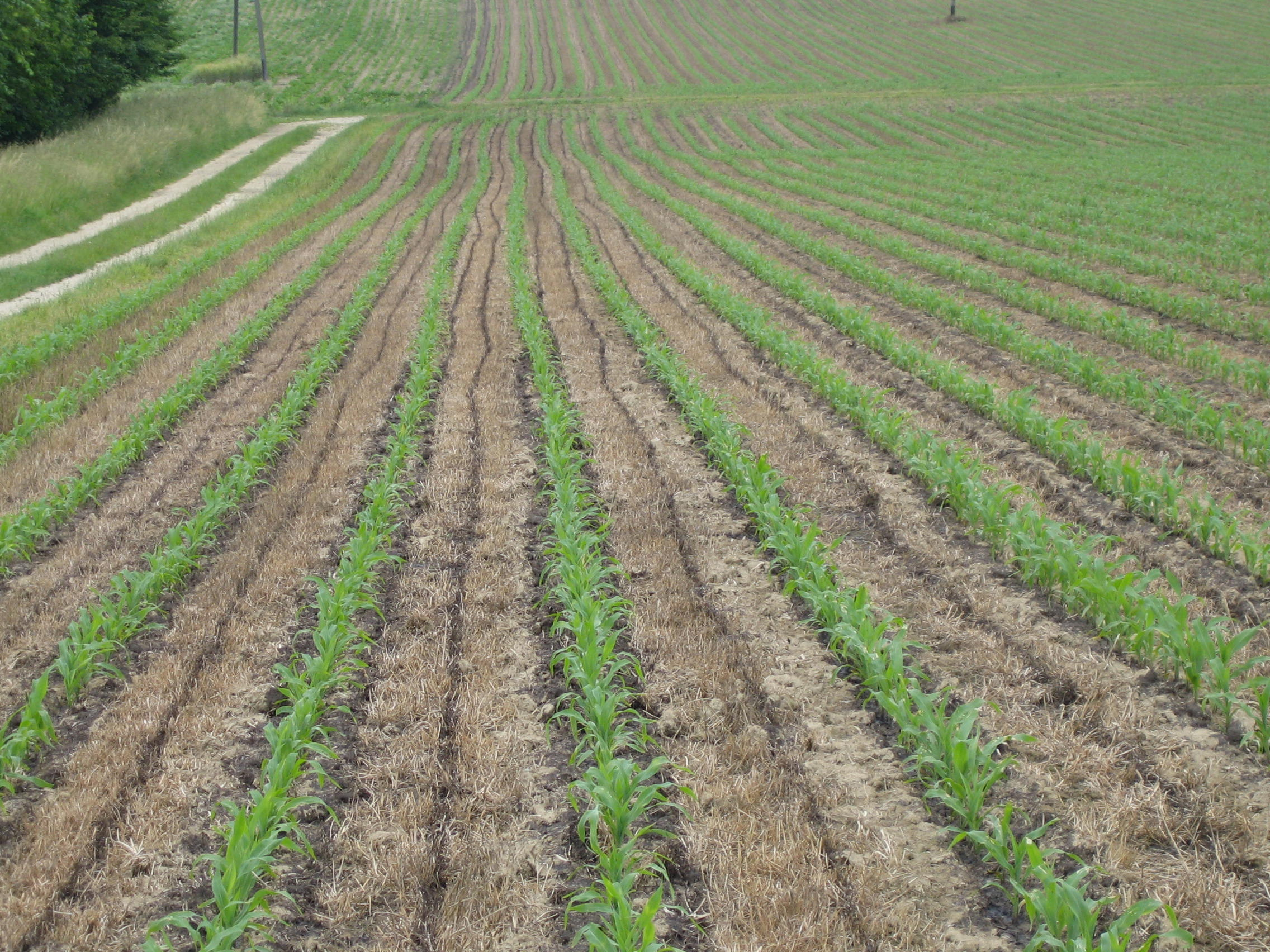
Maisfeld, hier mit Streifenfrässaat angelegt um Erosion zu verringern

Als Reihenkultur werden Feldfrüchte bezeichnet, deren Abstände in der Sähreihe 40 bis 70 cm betragen. Als Beispiele sind Hackfrüchte wie Zuckerrüben, Mais und Kartoffeln zu nennen.

## Gründe für Reihenkulturen
Bis vor wenigen Jahren war es aufgrund der Erntetechnik zwingend notwendig, manche Feldfrüchte in Reihen anzubauen. So gab es Maishäcksler nur mit reihenabhängigen Erntevorsätzen. Ein Mähen in eine andere Richtung als die der gesäten Reihen hatte hohe Verluste bei der Aufnahme zur Folge. Bei Rübenrodern führen enge Reihenabstände zu Verstopfungen der Rodeaggregate.

## Vorteile
- Der Einsatz einer Hackmaschine ist hier möglich.
- Beim Mais ist durch die Konzentration der Pflanzen eine gezielte Ablage des Unterfußdüngers auf einfache Weise möglich.

## Nachteile
- Durch den großen Abstand der Pflanzen zwischen den Reihen ist die unbewachsene Fläche groß und somit auch die Angriffsfläche für Bodenerosion durch Wind oder Wasser (gewitterartige Regenfälle).
- Die eng aneinander stehenden Pflanzen konkurrieren um Nährstoffe, Licht und Wasser, während diese Faktoren im Reihenzwischenraum im Überfluss zur Verfügung stehen.
- Der Lichteinfall im Reihenzwischenraum wiederum ermöglicht es dem Unkraut, sich zu entfalten.

## Alternativen und Lösungskonzepte
- Durch Streifenfrässaat wird nur ein Teil des Bodens bearbeitet. Der vorhandene Aufwuchs hemmt Erosion.
- Durch reihenunabhängige Maishäckslervorsätze kann der Mais in Engsaat, das heißt mit Reihenabständen um 30 cm gesät werden.
- Bei pflugloser Bewirtschaftung (Mulchsaat) verbleibt ein Teil der Erntereste auf dem Boden, was sich ebenfalls erosionsmindernd auswirkt.